# Militärflugplatz Guidonia

i7
i11
i13
Der Militärflugplatz Guidonia (ICAO-Code: LIRG) liegt in der italienischen Region Latium, knapp 30 Kilometer nordöstlich von Rom, im Stadtgebiet von Guidonia Montecelio. Zwischen den beiden Weltkriegen befand sich hier eines der bedeutendsten Flugversuchszentren Europas. Heute spielt der Militärflugplatz nur noch eine untergeordnete Rolle. Er ist eingeschränkt für die Allgemeine Luftfahrt geöffnet.

## Infrastruktur und Nutzung
Der Flugplatz liegt an der Bahnstrecke Rom-Pescara, in einer Ebene am Fuß des zentralen Apennin, unweit von Tivoli. Er hat eine asphaltierte Start- und Landebahn von knapp 1500 Meter Länge und eine weitere Graspiste. Im Norden befindet sich der Großteil der militärischen Anlagen, der Haupteingang ist im Nordwesten.
In Guidonia befand sich bis 2007 das Ausbildungskommando der italienischen Luftwaffe, dann zog es nach Bari um. In Guidonia verbleibt das Personalauswahlzentrum der Luftwaffe und die so genannte Scuola di Aerocooperazione, die Angehörige aller Teilstreitkräfte und anderer Behörden im Bereich Luft- und Satellitenbildauswertung (IMINT) schult und in verschiedenen anderen Bereichen die Zusammenarbeit der Luft- mit den Land- und Seestreitkräften fördert. Darüber hinaus ist hier die Segelflugschule der Luftwaffe angesiedelt (60º Stormo, 202º Gruppo: Grob G 103, LAK-17, Nimbus 4DM; S.208M, MB.339), sowie verschiedene Verwaltungsstellen. Ein Teil des Flugplatzes dient musealen Zwecken.

## Geschichte
Der Flugplatz entstand 1916 bei Montecelio und diente zunächst vorwiegend Ausbildungszwecken. Er wurde nach dem Militärpiloten Alfredo Barbieri benannt, der im Ersten Weltkrieg gefallen war. Nach dem Krieg baute man hier ein Flugversuchszentrum mit verschiedenen wissenschaftlichen Einrichtungen auf. 1928 kam der 47-jährige Leiter des Zentrums, Brigadegeneral Alessandro Guidoni, beim Test eines neuen Fallschirms in Montecelio ums Leben. In jenem Jahr startete von hier Arturo Ferrarin mit Carlo Del Prete zu einem über 7000 Kilometer langen Nonstop-Flug nach Brasilien. Auf der Grundlage von Ideen und Planungen des Wissenschaftlers Gaetano Arturo Crocco wurde in Montecelio ab 1935 die Direzione Superiore Studi ed Esperienze (dt. „Höhere Direktion für Studien und Erprobungen“) eingerichtet. Veranlasst hatte dies Benito Mussolini, der die Leistungen der Wissenschaftler in Montecelio für den Faschismus vereinnahmte. Mussolini ließ den Flugplatz mit seinen Forschungseinrichtungen ausbauen und daneben im Stil seiner Bewegung eine neue Stadt anlegen, Guidonia, benannt nach General Alessandro Guidoni. Später wurden Guidonia und Montecelio vereinigt. Im Zug des Ausbaus entstand unter Antonio Ferri ein international viel beachteter Überschall-Windkanal sowie ein 437 m langes Versuchsbecken (Schlepptank) für hydrodynamische Versuche mit Flugbooten und Torpedos. Die zahlreichen internationalen Rekorde, die die italienische Luftfahrt zwischen den beiden Weltkriegen aufstellte, beruhten in nicht unerheblichem Maß auf den Arbeiten der Wissenschaftler in Guidonia. Von Dezember 1939 bis Dezember 1941 nutzte die Fluggesellschaft LATI, eine Tochter der Ala Littoria, den Flugplatz für Linienflüge nach Südamerika. Im Zweiten Weltkrieg wurde der Flugplatz Guidonia mit seinen wissenschaftlichen Einrichtungen durch alliierte Bomber weitgehend zerstört.
Nach dem Krieg diente der Flugplatz vorübergehend als Standort zweier Geschwader, dann wiederum Ausbildungszwecken. Die vor dem Krieg in Pavullo nel Frignano bestehende militärische Segelflugschule wurde in Guidonia wiederaufgebaut und zusammen mit dem örtlichen Flugplatzkommando 2015 in 60. Geschwader (60º Stormo) umbenannt, womit ein ehemals in Amendola bestehender Ausbildungsverband (60ª Brigata Aerea) wieder entstand. Von 1988 bis 1991 operierte die erste fliegende Einheit der italienischen Küstenwache von Guidonia aus und verlegte dann auf den Militärflugplatz Sarzana-Luni bei La Spezia.
Die italienische Luftwaffe baute auf dem Militärflugplatz Pratica di Mare im Südwesten Roms ein neues Flugversuchszentrum auf, das die fliegerischen und wissenschaftlichen Traditionen Guidonias fortführt.

## Bilder

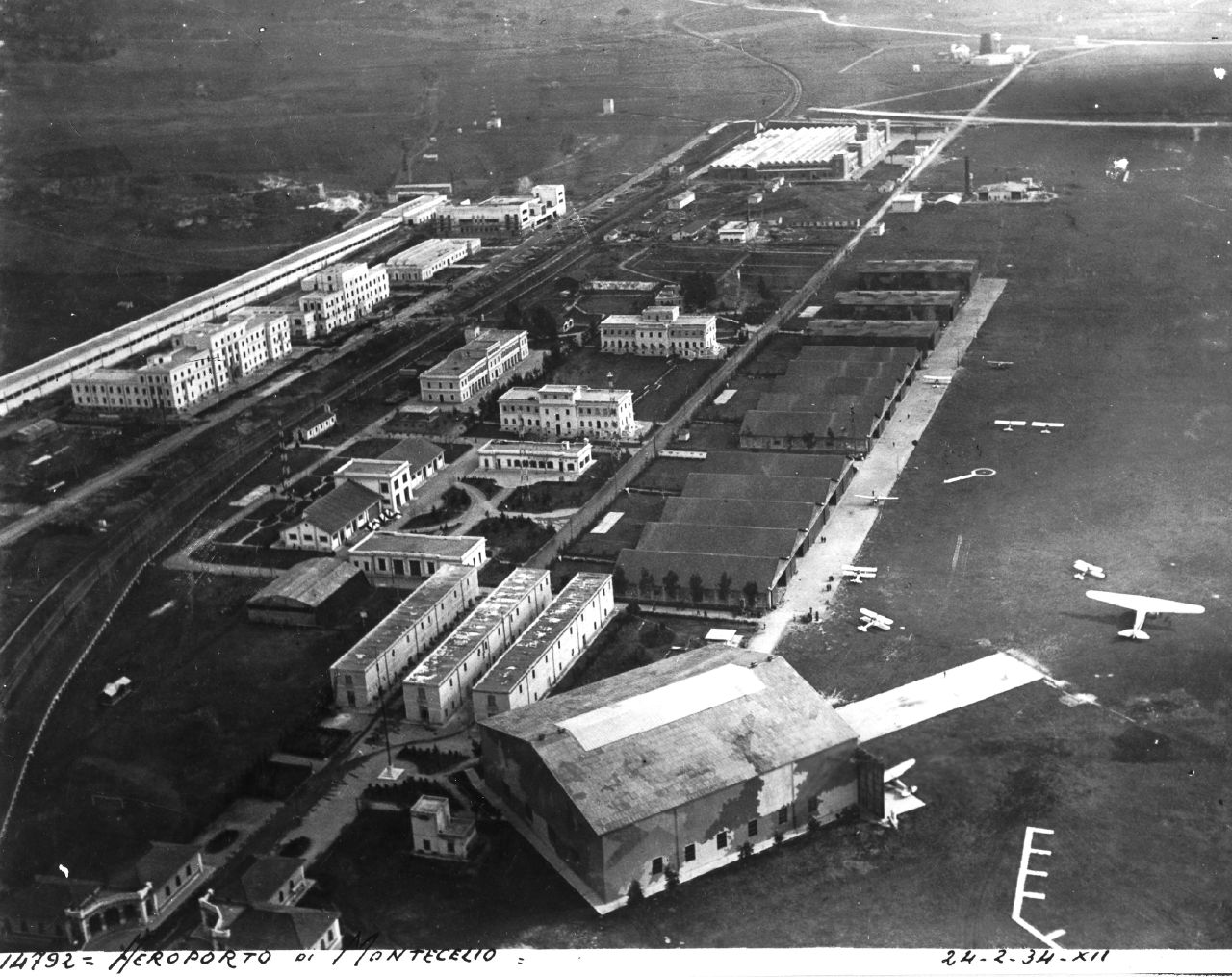
Der Flugplatz im Jahr 1934
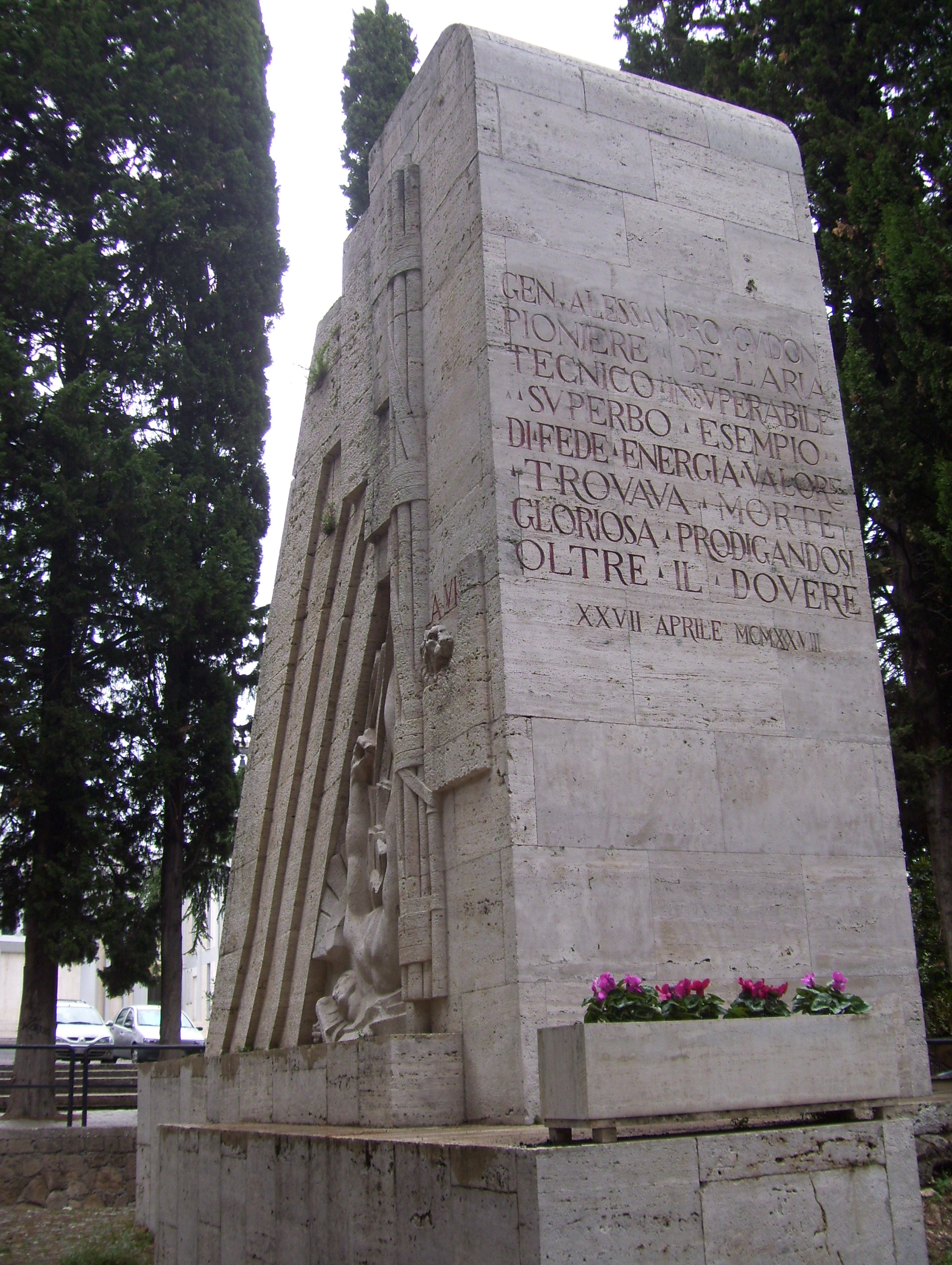
Denkmal für Alessandro Guidoni
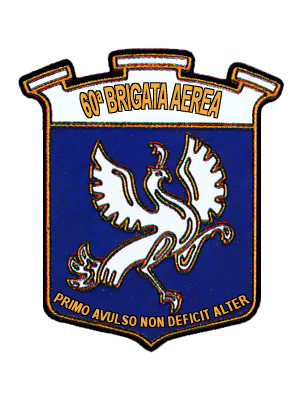
Wappen 60º Stormo/60ª B.A. (Guidonia)